# Попов, Кирилл Юрьевич
Кири́лл Ю́рьевич Попо́в (укр. Кіріл Юрійович Попов; род. 1 мая 2003, Нежин, Черниговская область) — украинский футболист, нападающий одесского «Черноморца».

## Клубная карьера
Родился в городе Нежин Черниговской области. В ДЮФЛУ с 2016 по 2020 год выступал за киевское «Динамо». Во второй половине сезона 2019/20 годов дебютировал в футболке юношеской команды киевлян, а в следующем сезоне дебютировал за «молодёжку» киевлян. В Юношеской лиге УЕФА дебютировал 14 сентября 2021 в победном (4:0) домашнем поединке 1-го тура против лиссабонской «Бенфики». Кирилл вышел на поле в стартовом составе, а на 84-й минуте его заменил Игорь Горбач. Единственным голом в Юношеской лиге УЕФА отличился 2 ноября 2021 на 45+1-й минуте победного (4:1) домашнего поединка против «Барселоны». Попов вышел на поле в стартовом составе, на 76-й минуте получил желтую карточку, а на 90+2-й минуте его заменил Игорь Горбач.
В начале февраля 2020 года попал в заявку первой команды «киевлян».

## Карьера в сборной
В 2019 году провёл 9 матчей за юношескую сборную Украины (U-17).
В футболке юношеской сборной Украины (U-19) дебютировал 1 июня 2022 в победном (3:2) выездном поединке квалификации юношеского (U-19) чемпионата мира против юношеской сборной Норвегии (U-19). Кирилл вышел на поле на 67-й минуте, заменив Артура Микитишина.